# Iglesia de San Andrés (Albalatillo)
La iglesia de San Andrés es una iglesia parroquial católica de mediados del siglo XVIII y de estilo barroco clasicista situada en la localidad oscense de Albalatillo (España). Empezó a construirse el 7 de noviembre de 1691 y se terminó el 5 de octubre de 1697. Fue restaurada entre 1989 y 1998 debido a los daños sufridos durante la Guerra Civil. En el año 2000 se refundieron las campanas.
Se trata de un templo de ladrillo y tapial con planta de cruz latina de una sola nave, con la cabecera recta. Cuenta con crucero, dos capillas laterales de estilo neoclásico que fueron añadidas posteriormente, con bóvedas decoradas con la paloma que representa el Espíritu Santo y el anagrama de María, y coro alto. La cubierta es de bóveda de cañón con lunetos, con una cúpula con pechinas sobre el crucero decorada con guirnaldas y las alegorías de las virtudes. En las pechinas, dentro de medallones, se representan los padres de la Iglesia: San Jerónimo, San Agustín, Santo Tomás de Aquino y San Ambrosio o San Gregorio Magno. La iglesia está decorada con pinturas al temple del siglo XVIII, con sombreado y falsa perspectiva para dar volumen, obra de Gutiérrez, y finalizadas en 1756. Tras el altar se encuentran unas pinturas de 1998 que representan a San Andrés, Santa Margarita y Santa María.
La portada cuenta con dos cuerpos. El primero con arco de medio punto, con pilastras con capiteles que enmarcan la portada. El cuerpo superior tiene una hornacina cegada y un frontón triangular sobre pilastras.
La torre campanario es de tres cuerpos; los dos primeros rectangulares y el tercero ochavado, con un remate en forma de casquete semiesférico.